# كينتو يابوأوتشي
كينتو يابوأوتشي (باليابانية: 薮内 健人) (21 يناير 1995 في أوساكا في اليابان – )؛ هو لاعب كرة قدم كان يلعب كمهاجم.

## وصلات خارجية
- كينتو يابوأوتشي على موقع رابطة كرة القدم اليابانية للمحترفين (اليابانية)
- كينتو يابوأوتشي على موقع قاعدة بيانات كرة القدم.إي يو (الإنجليزية)
- كينتو يابوأوتشي على موقع Soccerway.com (الإنجليزية)
- كينتو يابوأوتشي على موقع عالم كرة القدم.نت (الإنجليزية)